# Almanzora
Almanzora es una localidad y pedanía española perteneciente al municipio de Cantoria, en la provincia de Almería. Está situada en la parte oriental de la comarca del Valle del Almanzora. Su nombre proviene al situarse en los márgenes del río Almanzora, cuyo nombre proviene del árabe al-Mansura y significa "la victoriosa" o "el lugar de la victoria".

## Geografía
Su nombre proviene al situarse a los márgenes del río Almanzora, situadas ambos en el sureste de España y en la parte norte de la provincia de Almería. La posición geográfica de Almanzora viene delimita por el norte, con el pueblo de Albox, sur con Albanchez y Sierra de Los Filabres, al este con el pueblo de Arboleas, al oeste, con el pueblo de Cantoria.
La localidad de Almanzora está situada en las márgenes del río homónimo, en el centro de un valle de clima benigno. Los collados y llanuras están bien aprovechados para el cultivo, favorecido por las aguas del río Almanzora que se desliza cercano a la población y también por otros arroyos.

## Historia
La localidad de Almanzora comparte nombre con el río Almanzora. Almanzora se remonta a los albores de la cultura argárica de tradición ibérica, como atestiguan las múltiples muestras de restos, ruinas y asentamientos encontrados en su entorno y más concretamente, en la localización que hoy en día se conoce como las Gachasmigas, donde se originó Almanzora.
Este mítico pueblo, del que sólo quedan sus ruinas, se encontraba en la ribera sur del río, lo que hoy día se conoce como Almanzora estaba situada a escasos metros de las Gachasmigas, núcleo urbano más cercano y habitado en la actualidad.

### Trasiego de culturas
Además de la cultura argárica cuyos restos abundan, el paso de pobladores romanos y árabes por la localidad dan testimonio, a través de la presencia de sus numerosos restos arqueológicos.

### SigloXVIen adelante
En 1436, una expedición de tropas castellanas, con Alonso Yáñez Fajardo a la cabeza, reconquista el lugar junto a otras poblaciones cercanas, tras más de medio milenio de dominio musulmana.
Almanzora estuvo sitiada por los árabes durante la sublevación de los moriscos de la Alpujarra Granadina.
En 1570, Almanzora volvió de nuevo a ser tomada por las tropas cristianas del rey Felipe II. En este periodo el cultivo de moreras para la cría del gusano de seda, junto con la miel eran pilares importante de la economía.
En el año 1753 la villa era el centro administrativo de la comarca del Almanzora bajo la administración del X marqués de los Vélez. En el siglo XVIII la localidad era propiedad del conde de Benavente. A su vez esta pasó a ser propiedad del marqués de Villafranca.
En el último tercio del siglo XIX pasa al marquesado de Almanzora, primer marqués, cuyo nombre era Antonio Abellán y Peñuela. Sus descendientes ponen en venta el inmueble y sus fincas a comienzos del siglo XX y es comprado por Juan March Ordinas en 1925, que a su vez vuelve a vender en pequeñas parcelas la tierra y sus casas con derecho preferente, a quien trabajaba y vivía en ellas.
Tras la finalización del ferrocarril del Almanzora, que conectaba las ciudades de Granada y Murcia, comenzó a florecer un comercio a través de la línea férrea al ser la estación natural de la localidad de Albox y poblaciones cercanas. Durante los años de la dictadura de Franco, el estraperlo floreció al amparo de las comunicaciones ferroviarias.

## Demografía
- Año 1900: 275 habitantes
- Año 1950: 617 habitantes
- Año 1986: 478 habitantes.

Según la definición dada por el Diccionario Enciclopédico Espasa-Calpe en su primera edición de 1909, la localidad de Almanzora cuenta con 64 edificaciones, 275 habitantes y pertenece administrativamente al municipio almeriense de Cantoria, del que dista 5 kilómetros. En la actualidad, Almanzora cuenta con cerca de 1000 habitantes.
En los últimos veinte años la localidad ha experimentado un considerable aumento de población por la vuelta de emigrantes y más concretamente los últimos diez años se ha producido un relevo de nuevos habitantes procedentes de las islas británicas.
Cabe recordar que gran parte de los habitantes que emigraron durante todo el siglo XX, no han vuelto, y hoy día estos almanzoreños de nacimiento y sus descendientes viven en Argentina, Francia, Suiza, Alemania y en zonas del levante como Murcia, Valencia y Barcelona.

## Economía
Tradicionalmente la agricultura ha sido el motor fundamental de su economía con el cultivo de cítricos con el limón como estrella, destinado a la exportación. Abundan los árboles frutales, predominando mayoritariamente la producción de cítricos (naranjas y limones). La elaboración de aceite es muy abundante y así mismo hay cría de ganado.
Durante los últimos años al igual que en todo el valle del Almanzora el nuevo sector económico en auge, ha sido la construcción, sustentado por el turismo residencial, con la llegada de ciudadanos del norte de Europa, fundamentalmente británicos.
Almanzora es uno de los pueblos punteros del Valle del Almanzora. Dispone de grandes huertos solares fotovoltaicos, modernas industrias, desarrollados sistemas de riego, etc.
En torno al turismo residencial han proliferado inmobiliarias, constructoras, extracción de áridos, además de un incipiente turismo en alojamiento rural, en los tradicionales cortijos.
Otra de las actividades históricas es la elaboración de pan artesano, cocido en horno de leña muy valorado en poblaciones cercanas de la cuenca del Almanzora.

## Principales comercios
Almanzora siempre se ha sentido orgullosa de ser un pueblo emprendedor ya que muchos de sus comercios y empresas han sabido mantenerse a lo largo de los años. Los vecinos de Almanzora gozan de todos los servicios a pesar de ser un pueblo pequeño. Servicios médicos, servicio de correo, escuela infantil y guardería, parque infantil, piscina y zona deportiva, espacio para la tercera edad, y bulevar ajardinado a las afueras del pueblo, principal zona comercial de firmas conocidas.

## Lugares de interés
- Palacio de los Marqueses del Almanzora, Almanzora cuenta con un monumento significativo al igual que importante dentro de la provincia de Almería. Es el Señorial y elegante Palacio de Los Marqueses de La Romana, que data del siglo XVIII, es de estilo Neoclásico, realizado por el arquitecto español Ventura Rodríguez, que ha sido declarado Patrimonio Arquitectónico de Interés Histórico Artístico (conocido por Palacio de Almanzora). Es el edificio más representativo del neoclásico de la provincia de Almería.

Pudo tener su origen en el siglo XVIII cuando en el Marquesado de los Vélez, decidió dividir en tres zonas administrativas su área geográfica. En la cabecera de una de ellas, en los llanos de Almanzora, construyeron un edificio con graneros para recogida de cereales, almazara, áreas de vivienda y áreas administrativas, aprovechándose posteriormente el edificio principal, como casa solariega de las familias de los marqueses de Villafranca y del marqués de la Romana.
A mediados del siglo XIX, tanto el edificio principal, como 10 que constituían la finca principal del marqués de la Romana, con 47 casas-cortijo, 3 molinos harineros, 3 almazaras, etc. fueron adquiridas por Don Antonio Abellán Peñuelas, industrial minero de Cuevas del Almanzora. Fue nombrado marqués de Almanzora por Amadeo I de Saboya mediante Real Decreto de 8 de julio de 1872 y casado en 1848 con Catalina Casanova, natural de Cuevas, 1.ª condesa de Algaida desde 1887.
En 1872 mandó ampliar considerablemente el edificio principal añadiéndole nuevas dependencias y convirtiéndolo en un palacio, dándole el aire neoclásico que estaba de moda en las construcciones de la época. Don Antonio Abellán fue el primer marqués del Almanzora.
La decadencia de la minería afectó a los herederos del marqués y una parte importante de sus propiedades en Almanzora, incluido el Palacio, pasaron a D. Juan March Ordinas que, inmediatamente, nombró un administrador para que las fuese vendiendo. De esa forma, se repartieron en pequeños minifundios las propiedades del marqués de Almanzora y el palacio fue adquirido por dos familias cuyos herederos aún mantienen la propiedad.
El Palacio consta de un pabellón principal con dos alas en escuadra, que dejan en el centro un patio de honor. Tanto el pabellón principal como el ala izquierda, albergan las distintas estancias utilizadas para vivienda, mientras que el ala de la derecha es ocupado por la capilla,  así como las caballerizas, la almazara y demás dependencias para servicios. Esta capilla tiene entrada por el patio de honor, disponiéndose su planta rectangular de forma perpendicular al eje del patio. Hoy hace las veces de iglesia de la población.
La fachada externa del patio de honor, está realizada en ladrillo visto, con decoración de mármol blanco y en el centro, un arco de medio punto sobre pilastras encuadrado por elementos similares. Una cornisa en línea quebrada bordea todo su perfil. En el centro: el escudo de armas de Abellán.
- Casa del Marqués de la Romana. Situada en Cantoria, calle San Juan N.º 37. Esta casa pertenecía al marqués de los Vélez, y es un edificio con dos plantas de estilo neoclásico construido a finales del Siglo XVIII y principios del XIX.

- El Molino de viento, El Púlpito. Antiguo molino harinero en desuso desde el s. XIX. Utilizaba la fuerza del viento para poder moler el trigo cultivado en las riberas del río Almanzora. Anteriormente formaba parte del complejo defensivo-militar de torres vigías repartidas en todo el valle del Almanzora, durante el reino de Granada, ante posibles incursiones castellano-aragonesas o del norte de África.
- Estación de Ferrocarril Albox-Almanzora. El estado de conservación de la estación es excelente al estar habitado por el ferroviario jefe de la estación hasta alrededor del año 2000. A diferencia del resto de estaciones de la línea férrea Guadix-Almendricos que desde el año 1985 permanecieron cerradas y con un estado de conservación deficiente. Tras la marcha del jefe de estación de la vivienda fue utilizado como local de ensayo de un grupo de música. La estación ha sido reformada y habilitada como salón social de la tercera edad. En ella se ha otorgado una concesión administrativa para instalar un bar conocido por "Café-bar La Estación".
- Mirador de la Cerrá. Construido por jóvenes de la localidad. Desde este lugar se divisa el valle del Almanzora desde El Badil hasta Arboleas, la desembocadura de la rambla de Albox y parte del Arroyo Albanchez.
- Puente ferroviario sobre la Rambla de Albox.
- Las Minas. Dedicadas a la extracción de mineral de hierro, su actividad comercial finalizó hacia mediados del siglo XX.
- La Cimbra. Entre la desembocadura de la [rambla de Albox y a escasos metros de El Púlpito encontramos un manantial artificial horadado por debajo del río Almanzora. Su función es sacar el agua subterránea que circula por debajo de su cauce seco y pedregoso. Esta agua alimenta el único bosque natural de álamos en kilómetros a la redonda, siglos atrás muy abundantes en todas las inmediaciones del río. La construcción de esta infraestructura hídrica puede ser incluso anterior a la presencia romana en el valle. Emana un agua fresca y cristalina y hasta los años 70 era posible la pesca de anguilas.

## Transportes

### Autobuses
La localidad se encuentra conectada por autobús a través de la empresa ALSA. La parada de autobús se encuentra junto a la plaza y delante del palacio de Almanzora. Las instalaciones consisten en una caseta techada con cómodos asientos.
Con dirección a Baza hora de salida: 12:20 - 16:10.
Con dirección a Huércal-Overa hora de salida: 07:20.
En periodo escolar parte un autocar hacía el Instituto de Enseñanza Secundaria "Valle del Almanzora" a las 7:30 y vuelve a Almanzora a las 15:00.
Hay otro autobús con salida desde Albanchez que hace parada en Almanzora y su destino es el hospital comarcal de Huércal-Overa, en horario de mañana.

### Autovías
A 2 km al norte del núcleo urbano, se tendrá acceso a la autovía del Almanzora (A-334).

### Tren
Posee estación de tren de la línea férrea Murcia-Granada, la cual atraviesa de este a oeste el núcleo urbano, quedando la estación de ferrocarril al sureste de la población. Desde el 1 de enero de 1985 no circulan trenes con servicio. Actualmente la estación más cercana se encuentra en Lorca. Hay planes por parte de la administración autonómica de reabrir la línea férrea.

### Aeropuerto
El aeropuerto de Almería es el más cercano a Almanzora, a 113 km de esta y a 9 km de la ciudad de Almería. El aeropuerto de Murcia-San Javier en la localidad de San Javier a 162 km, junto al Mar Menor, es también utilizado por los habitantes del Almanzora.

## Fiestas
- Los San Antones. (la noche del 16 de enero).
- San Ildefonso (23 de enero). Patrón de Almanzora.
- Las Meriendas (en primavera, Domingo de Resurrección) Día de convivencia en el campo, donde las gentes se reúnen junto a las riberas y afluentes del río Almanzora. No debe faltar a la hora de la merienda, el tradicional hornazo.
- Fiesta de la Santa Cruz (1 de mayo).
- Festividad del CORPUS CHRISTI (último domingo de mayo).
- Fiestas de la Virgen (15 de agosto).

## Otros eventos
- Mercadillo de los Viernes. Todos los viernes junto a la plaza del pueblo y Palacio del Almanzora. Se congregan puestos ambulantes de todos los lugares de la comarca para vender sus productos.
- La Matanza. Se celebra los meses fríos y secos del año. (noviembre-diciembre)" A todo cerdo le llega su San Martín".

## Personajes relacionados con Almanzora
- Antonio Abellán Peñuela (1822-1903)
- Catalina Casanova Navarro (1831-1914)

## Política
Contó con partido político municipal AEAC (Agrupación de Electores Almanzora-Cantoria) que tenía representación en el Ayuntamiento. (2006)
Concejales que han representado a los vecinos de Almanzora
- Jesús Serrano Pardo (AEAC).
- Manuel Mellado Mellado (PSOE).
- Juan Pedro Mellado Mellado (PSOE), fue durante varias legislaturas, alcalde pedáneo de Almanzora.
- Francisco López Martínez.
- Pedro Jesús Liria (PSOE).
- José Jesús Gázquez (PP) y parlamentario autonómico.
- Gaspar Masegosa (PP), alcalde pedáneo de la localidad.
- Carmen Mellado Mellado (PSOE).
- José María Lozano Padilla (PP).